# Cataclysme millierata
Cataclysme millierata là một loài bướm đêm trong họ Geometridae.